# Bella Bayliss
Bella Bayliss (* 1. November 1977 in Norwich als Bella Comerford) ist eine ehemalige schottische Duathletin und Triathletin. Sie ist Weltmeisterin auf der Triathlon-Langdistanz (2006), vielfache Ironman-Siegerin und wird geführt in der Bestenliste britischer Triathletinnen auf der Ironman-Distanz.

## Werdegang
Bella Comerford startete als Jugendliche im Tetrathlon (Moderner Fünfkampf: Schwimmen, Laufen, Schießen, Reiten), wechselte mit 17 Jahren erstmals vom Pferd aufs Rad und startete bei ihrem ersten Triathlon.
Sie war seit 2000 als Profi-Athletin aktiv und startete 2002 für Schottland im Triathlon bei den Commonwealth Games in Salford – zusammen mit Stephanie Forrester und Catriona Morrison; sie belegte den 14. Rang.

### Triathlon-Weltmeisterin Langdistanz 2006
Im November 2006 wurde Comerford in Australien Triathlon-Weltmeisterin auf der Langdistanz. Seit November 2008 ist sie mit dem britischen Triathleten Stephen Bayliss (* 1979) verheiratet.
Die mehrfache Ironman-Siegerin startete bis 2010 als Profi-Sportlerin für vier Jahre im TeamTBB, sie wurde trainiert von Brett Sutton und startete vorwiegend bei Wettbewerben über die Langdistanz.
Im Januar 2011 kündigte Bella Bayliss an, dass sie im Sommer ihr erstes Kind erwartet und eine Wettkampfpause einlegen wird. Im Mai 2012 feierte sie ihr Comeback mit einem zweiten Rang beim Ironman auf Lanzarote und im September 2013 gewann sie beim Challenge Henley-on-Thames auf der Langdistanz.
Die damals 34-Jährige erklärte ihre Profi-Karriere im September 2013 für beendet und startete anschließend als Amateurin bei Wettbewerben über die Kurz- oder Mitteldistanz.
Bella Bayliss lebt mit ihrer Familie in Leysin in der Schweiz.

## Sportliche Erfolge
| Datum/Jahr    | Rang | Wettbewerb                     | Austragungsort | Zeit     | Bemerkung                                    |
| ------------- | ---- | ------------------------------ | -------------- | -------- | -------------------------------------------- |
| 6. Feb. 2016  | 1    | Timanafya Sprint Triathlon     | Lanzarote      |          |                                              |
| 3. Nov. 2013  | 2    | Ocean Lava Lanzarote Triathlon | Lanzarote      | 05:05:59 | Zweite auf der Mitteldistanz                 |
| 7. Juli 2013  | 6    | Ironman 70.3 Norway            | Haugesund      |          |                                              |
| 23. Juni 2013 | 4    | Challenge Aarhus               | Aarhus         | 04:38:54 | auf der Halbdistanz                          |
| 13. Apr. 2013 | 4    | Challenge Fuerteventura        | Fuerteventura  | 04:46:51 | auf der Halbdistanz                          |
| 10. Nov. 2012 | 9    | Ironman 70.3 Lanzarote         | Lanzarote      | 05:01:46 |                                              |
| 10. Juni 2012 | 2    | Challenge Aarhus               | Aarhus         | 04:38:21 | [ 5 ]                                        |
| 20. Juni 2010 | 1    | UK Ironman 70.3                | Somerset       | 04:53:52 | Siegerin vor ihrer Teamkollegin Tamsin Lewis |
| 14. Juni 2009 | 3    | UK Ironman 70.3                | Somerset       | 04:44:02 | [ 6 ]                                        |
| 2009          | 1    | Volcano Triathlon              | Lanzarote      | 02:13:18 | Siegerin auf der Kurzdistanz                 |
| 15. Juni 2008 | 1    | UK Ironman 70.3                | Somerset       | 04:49:44 | Sieg vor Julie Dibens                        |
| 4. Aug. 2002  | 14   | Commonwealth Games 2002        | Manchester     | 02:14:40 |                                              |

| Datum/Jahr    | Rang | Wettbewerb                                         | Austragungsort    | Zeit     | Bemerkung |
| ------------- | ---- | -------------------------------------------------- | ----------------- | -------- | --- |
| 8. Sep. 2013  | 1    | Challenge Henley-on-Thames                         | Henley-on-Thames  | 09:41:46 | |
| 4. Aug. 2013  | 4    | Ironman UK                                         | Bolton            | 10:34:34 | |
| 16. Sep. 2012 | 2    | Challenge Henley-on-Thames                         | Henley-on-Thames  | 09:40:23 | |
| 15. Juli 2012 | 2    | Ironman Switzerland                                | Zürich            | 09:25:54 | |
| 19. Mai 2012  | 2    | Ironman Lanzarote                                  | Puerto del Carmen | 10:06:13 | |
| 31. Okt. 2010 | 1    | ITU Long Distance Triathlon World Series Event     | Ibiza             | 07:13:31 | Sieg über die Langdistanz (4 km Schwimmen, 120 km Radfahren und 30 km Laufen) – neben ihrem Mann Stephen bei den Männern                                                                             |
| 3. Okt. 2010  | 2    | TriStar 222 Sardinia                               | Sardinien         | 08:25:32 | Zweite hinter der Deutschen Diana Riesler (2 km Schwimmen, 200 km Radfahren und 20 km Laufen) |
| 1. Aug. 2010  | 2    | Ironman UK                                         | Bolton            | 10:06:52 | |
| 22. Mai 2010  | 4    | Ironman Lanzarote                                  | Puerto del Carmen | 10:16:46 | |
| 29. Nov. 2009 | 2    | Ironman Mexico                                     | Cozumel           | 09:22:34 | auf der mexikanischen Insel Cozumel |
| 7. Nov. 2009  | 3    | Ironman Florida                                    | Panama City       | 09:13:52 | [ 10 ] |
| 15. Aug. 2009 | 1    | Embrunman                                          | Embrun            | 11:02:48 | |
| 2. Aug. 2009  | 1    | Ironman UK                                         | Bolton            | 09:34:00 | [ 11 ] |
| 5. Juli 2009  | 1    | Ironman Austria                                    | Klagenfurt        | 08:50:13 | Sieg mit persönlicher Bestzeit und der zweitschnellsten je von einer Frau bei einem Ironman-Rennen erreichten Zeit – hinter der Siegerzeit der Deutschen Sandra Wallenhorst 2008 (08:47:25 Stunden). |
| 23. Mai 2009  | 1    | Ironman Lanzarote                                  | Puerto del Carmen | 09:54:58 | Bella Bayliss konnte ihren Sieg aus dem Vorjahr erfolgreich verteidigen. |
| 5. Apr. 2009  | –    | Ironman South Africa                               | Port Elizabeth    | DNF      | Bella Bayliss startete als Titelverteidigerin in Südafrika – stieg aber auf der Laufstrecke aus. |
| 7. März 2009  | 5    | Ironman New Zealand                                | Taupō             | 09:41:04 | |
| 1. Nov. 2008  | 1    | Ironman Florida                                    | Panama City       | 09:07:48 | An ihrem 31. Geburtstag erreichte Bella Comerford den vierten Saisonsieg im achten Langdistanzrennen des Jahres 2008.                                                                                |
| 11. Okt. 2008 | 7    | Ironman Hawaii                                     | Hawaii            | 09:34:08 | |
| Aug. 2008     | 1    | Embrunman                                          | Embrun            | 11:26:07 | Dieser Triathlon über die Langdistanz wurde 2008 bereits das 25ste Mal in den französischen „Alpes Maritimes“ ausgetragen.                                                                           |
| 2008          | 1    | Ironman UK                                         | Sherborne         | 09:49:07 | Comerford mit 36 Minuten Vorsprung auf die zweitplatzierte Heike Funk |
| 13. Juli 2008 | 2    | Ironman Austria                                    | Klagenfurt        | 08:51:17 | Bayliss erzielte die drittschnellste bei einem Triathlon je von Frauen erreichte Zeit (hinter Yvonne van Vlerken und Paula Newby-Fraser).                                                            |
| 24. Mai 2008  | 1    | Ironman Lanzarote                                  | Puerto del Carmen | 10:02:28 | |
| 13. Apr. 2008 | 1    | Ironman South Africa                               | Port Elizabeth    | 09:27:48 | |
| 1. März 2008  | 4    | Ironman New Zealand                                | Taupo             | 09:25:33 | |
| 1. Dez. 2007  | 3    | Ironman Western Australia                          | Busselton         | 09:14:25 | |
| 3. Nov. 2007  | 4    | Ironman Florida                                    | Panama City       | 09:13:34 | Bella Comerford landet – wie parallel bei den Männern auch ihr Partner Stephen Bayliss – auf dem vierten Rang.                                                                                       |
| 24. Juni 2007 | 4    | ETU Long Distance Triathlon European Championships | Brasschaat        | 04:14:28 | Europameisterschaft auf der Langdistanz |
| 27. Mai 2007  | 3    | Ironman Brasil                                     | Florianópolis     | 09:20:09 | |
| 2007          | 1    | Ironman UK                                         | Sherborne         |          | |
| 2007          | 3    | Ironman South Africa                               | Port Elizabeth    | 09:48:40 | |
| 19. Nov. 2006 | 1    | ITU Long Distance Triathlon World Championships    | Canberra          | 06:55:32 | |
| 4. Nov. 2006  | 1    | Ironman Florida                                    | Panama City       |          | |
| 26. Aug. 2006 | 4    | ETU Long Distance Triathlon European Championships | Almere            | 06:30:14 | |
| 28. Mai 2006  | 4    | Ironman Brasil                                     | Florianópolis     | 09:39:13 | |
| 2006          | 2    | Embrunman                                          | Embrun            | 12:06:55 | |
| 5. Nov. 2005  | 1    | Ironman Florida                                    | Panama City       | 09:33:09 | Sieg vor der Schweizerin Sibylle Matter |
| 22. Aug. 2005 | 3    | Ironman UK                                         | Sherborne         | 10:21:27 | [ 15 ] |
| 6. Aug. 2005  | 11   | ITU Long Distance Triathlon World Championships    | Fredericia        | 06:44:23 | |
| 1. Juli 2005  | 2    | ETU Long Distance Triathlon European Championships | Säter             | 06:43:33 | |
| 6. Nov. 2004  | 2    | Ironman Florida                                    | Panama City       |          | |
| 28. Aug. 2004 | 2    | Ironman Canada                                     | Penticton         |          | |
| 3. Juli 2004  | 4    | ITU Long Distance Triathlon World Championships    | Säter             | 06:44:16 | |
| 2004          | 6    | Ironman Australia                                  | Port Macquarie    |          | |
| 8. Nov. 2003  | 1    | Ironman Florida                                    | Panama City       | 09:26:17 | |
| 17. Mai 2003  | 3    | Ironman Lanzarote                                  | Puerto del Carmen | 10:53:16 | |
| 9. Nov. 2002  | 1    | Ironman Florida                                    | Panama City       | 09:36:33 | |
| 16. Aug. 2002 | 1    | Embrunman                                          | Embrun            | 11:41:56 | Sieg mit der zweitbesten je von Frauen hier erzielten Zeit |

| Datum/Jahr    | Rang | Wettbewerb                       | Austragungsort | Zeit     | Bemerkung |
| ------------- | ---- | -------------------------------- | -------------- | -------- | --- |
| 2003          | 3    | Powerman Zofingen                | Zofingen       | 07:39:40 | Dritte bei der Powerman-Weltmeisterschaft auf der Duathlon-Langdistanz (10 km Laufen, 150 km Radfahren und 30 km Laufen) |
| 16. Sep. 2001 | 15   | ITU Duathlon World Championships | Rimini         | 02:07:48 | Duathlon-Weltmeisterschaft auf der Kurzdistanz                                                                           |

(DNF – Did Not Finish)